# Brigitte Poschmann
Brigitte Poschmann (ur. 18 marca 1932 w Waltersmühl, obecnie Konradowo w powiecie lidzbarskim, zm. 12 lutego 2008 w Minden) – niemiecka historyczka i archiwistka, dyrektorka archiwum państwowego w Bückeburgu, wieloletnia prezes Warmińskiego Towarzystwa Historycznego.

## Życiorys
Brigitte Poschmann urodziła się 18 marca 1932 w Waltersmühl w Prusach Wschodnich, jako córka właściciela dóbr ziemskich Theodora Poschmanna i Hedwig z domu Golembieski. Ród Poschmannów zamieszkiwał na Warmii od 1338, od 1501 byli oni właścicielami dóbr ziemskich w Waltersmühl. Brigitte Poschmann przez cztery lata uczęszczała do szkoły podstawowej w Waltersmühl, a następnie do żeńskiej szkoły w Olsztynie. Od początków 1945 dane jej było doświadczyć okropności wojny. W listopadzie 1945 wraz z rodziną zmuszona została do opuszczenia Polski. Rodzina zamieszkała najpierw w Lutten koło Oldenburga, a następnie w pobliskim miasteczku Vechta. Tam Brigitte kontynuowała naukę w katolickiej szkole średniej, w 1952 zdała maturę. Następnie studiowała na uniwersytetach w Münster i Marburgu historię, germanistykę i filozofię, w 1957 zdała egzamin państwowy dla nauczycieli. W 1958 została asystentką profesora Herberta Grundmanna i rozpoczęła przygotowanie rozprawy doktorskiej na temat formalno-prawnych relacji między zakonem krzyżackim a biskupami i kapitułami pruskimi w średniowieczu. Gdy rok później profesor Grundmanna przeniósł się do Monachium, Brigitte Poschmann wyjechała do Archiwum Państwowego w Getyndze (Staatlicher Archivlager), gdzie zajmowała się edycją czwartego tomu Preußisches Urkundenbuch, tworzeniem biografii staropruskiej (Altpreußische Biographie) oraz sporządzeniem indeksu do 7 i 8 tomu Pommersches Urkundenbuch. W 1960 Brigitte Poschmann uzyskała stopień doktora filozofii na podstawie pracy Bistümer und Deutscher Orden in Preußen (1243–1525). Jej dysertacja została przedrukowana dwa lata później na łamach Zeitschrift für die Geschichte und Alterthumskunde Ermlands (tom 30, s. 227–356) i zyskała uznanie niemieckich i polskich historyków. W latach 1960–1961 Brigitte Poschmann uzupełniała studia w Marburgu w szkole dla archiwistów oraz odbyła tam praktykę w Archiwum Państwowym. Jako pierwsza kobieta w Dolnej Saksonii pracowała w archiwach państwowych w Osnabrück, Aurich oraz Wolfenbüttel, a w 1968 została dyrektorem (jako pierwsza kobieta w Europie) Archiwum Państwowego w Bückeburgu, mieszczącego się w zamku książąt Schaumburg-Lippe. 
Brigitte Poschmann angażowała się w życie naukowe i kulturalne swojej drugiej, po Warmii, małej ojczyzny i w 1970 została prezesem lokalnego towarzystwa historycznego (Historische Arbeitsgemeinschaft für Schaumburg). Troszczyła się o zapewnienie towarzystwu funduszy, również zredagowała kilka tomów Schaumburger Studien. Nie mniej jednak czuła się związana emocjonalnie i naukowo z rodzinną Warmią. Już jako studentka została członkiem reaktywowanego w 1955 w Münster Warmińskiego Towarzystwa Historycznego (Historischer Verein für Ermland). Brała aktywny udział w dyskusjach na temat zadań Towarzystwa w nowej sytuacji historyczno-politycznej. Krytycznie oceniała zaniedbania historiografii niemieckiej, której zarzucała niezrozumienie odrębności historycznych katolickiej Warmii w ramach Prus Wschodnich. Brigitte Poschmann rozumiała potrzebę zaakceptowania nowego układu politycznego oraz uwzględnienia dorobku badaczy polskich, zajmujących się przeszłością jej ojczyzny. Nauczyła się więc języka polskiego i stała się recenzentką wielu polskich i niemieckich prac, ogłaszanych w latach 1967/1968 na łamach Zeitschrift für die Geschichte und Altertumskunde Ermlands (zamieściła 80 recenzji oraz dziesiątki niezliczonych krótkich omówień). W 1971 została wybrana przewodniczącą Warmińskiego Towarzystwa Historycznego. Od kwietnia do września 1972 jako stypendystka UNESCO przebywała w Polsce i prowadziła badania archiwów i w bibliotekach w Toruniu, Gdańsku, Olsztynie i Krakowie oraz nawiązała kontakty z wieloma polskimi badaczami historii Warmii. Później jeszcze wielokrotnie przyjeżdżała do Polski i uczestniczyła w naukowych spotkaniach w Olsztynie, poświęconych zagadnieniom historii Warmii. Była zwolenniczką bliskiej współpracy polsko-niemieckiej w dziedzinie historiografii warmińskiej. Ubolewała nad dostrzeganym zatraceniem historycznej i geograficznej jedności Warmii, gdyż przedmiotem polskich opracowań były szeroko rozumiane „Warmia i Mazury”, a to obszary o całkowicie odmiennej tradycji i różnym rozwoju historycznym i nie stanowiły nigdy jedności. Od 1981 zapraszała również polskich badaczy na spotkania z członkami Warmińskiego Towarzystwa do Niemiec. Po wprowadzeniu w Polsce stanu wojennego Brigitte Poschmann jeszcze ściślej zacieśniła kontakty poprzez wsparcie materialnie – wysyłając liczne paczki z żywnością oraz lekarstwami. Trudna sytuacja rodzinna zmusiła Brigitte Poschmann do rezygnacji w 1989 z kierowania Warmińskim Towarzystwem Historycznym, a trzy lata później do przejścia na emeryturę. Zmarła 12 lutego 2008 w Münster i pochowana została na cmentarzu miejskim w Bückeburgu.

## Odznaczenia
Za swój wkład naukowy oraz za działalność na rzecz porozumienia między Polakami i Niemcami została w 1979 odznaczona (razem z inną wybitną historyczką Warmii Annelise Birch-Hirschfeld) przez papieża Jana Pawła II odznaczeniem Pro Ecclesia et Pontifice.